# Senenne
Senenne est un petit village de Belgique situé dans la commune de Ciney en Région wallonne dans la province de Namur. 